# Six (comédie musicale)
Pour les articles homonymes, voir Six (homonymie).
Six (stylisé en majuscules) est une comédie musicale britannique dans le style d'un concert pop. Sa musique, son livret et ses paroles ont été écrits par Toby Marlow (en) et Lucy Moss. Il s'agit d'un récit moderne de la vie des six épouses d'Henri VIII, présenté sous la forme d'un concours de chant. Dans la série, les épouses (Catherine d'Aragon, Anne Boleyn, Jane Seymour, Anna de Clèves, Katherine Howard et Catherine Parr) racontent à tour de rôle leur histoire pour déterminer qui a le plus souffert de leur mari commun, mais cherchent finalement à récupérer leur identité individuelle et à réécrire leurs histoires.
La comédie musicale est créée au Edinburgh Festival Fringe en 2017, où elle est interprétée par des étudiantes de l'Université de Cambridge. Six est créée dans le West End au Arts Theatre (en) en janvier 2019 et a depuis entamé une tournée au Royaume-Uni,. La première a lieu en Amérique du Nord en mai 2019 et à Broadway en février 2020. Après une interruption due à la pandémie de COVID-19, il débute officiellement au Brooks Atkinson Theatre le 3 octobre 2021 et a depuis lancé des compagnies de tournée supplémentaires.

## Résumé
Les six reines se présentent à travers des chansons pop biographiques et expliquent que la chanteuse principale de leur groupe sera celui qui, selon elles, a eu la pire expérience aux mains de leur mari, Henry VIII (Ex-Wives). Catherine d'Aragon raconte comment Henri souhaitait annuler leur mariage et la placer dans un couvent lorsqu'il commença à courtiser Anne Boleyn, malgré sa loyauté envers lui (No Way). À son tour, Anne se vante du fait qu'Henri la voulait à la place de Catherine, puis se plaint de l'infidélité d'Henri, ce qui a conduit Anne à flirter avec d'autres hommes, ce qui a motivé sa décapitation (Don't Lose Ur Head). Jane Seymour s'approche pour prendre son tour, mais est ridiculisée pour avoir eu la vie facile avec Henry. Cependant, tout en admettant qu'elle était peut-être la seule épouse qu'Henry aimait vraiment, Jane affirme que l'amour d'Henry était conditionnel, garanti uniquement parce qu'elle avait produit un héritier mâle, et qu'elle l'avait soutenu malgré ses nombreux défauts (Heart of Stone).
Les thèmes liés aux idées de beauté féminine et aux sacrifices attendus sont explorés dans l'atelier de portrait de Hans Holbein. Les Reines parodient une application de rencontres en présentant un choix de mariées potentielles (Haus of Holbein). Henri choisit Anne de Clèves comme quatrième épouse, mais la rejette bientôt et annule le mariage, affirmant qu'elle ne ressemblait pas à sa « photo de profil ». Elle fait semblant de se plaindre de vivre dans le palais de Richmond avec une énorme fortune et aucun mari ne lui disant quoi faire, mais finit par se vanter de sa vie à la place (Get Down). Les autres reines remettent cela en question, et Anne admet que son style de vie somptueux manquait de tragédie réelle, puis abandonne la compétition. Les reines se moquent ensuite de Catherine Howard en prétendant qu'elle est « la Catherine la moins pertinente », mais en représailles, elle expose les failles dans les prétentions des autres à gagner. Catherine raconte son histoire amoureuse, ayant eu de nombreux prétendants même lorsqu'elle était enfant, et savoure d'abord son attrait avant de révéler plus tard le traumatisme émotionnel et les abus sexuels auxquels elle est confrontée dans chacune de ces relations (All You Wanna Do).
Alors que les reines continuent de se battre pour savoir qui est la véritable vainqueure, la dernière épouse, Catherine Parr, remet en question le but de la compétition, qui les définit par leur lien avec Henry plutôt qu'en tant qu'individus. Elles continuent néanmoins à se disputer. Frustrée, Parr détaille sa séparation d'avec son amant, Sir Thomas Seymour, et son mariage arrangé avec Henry ; cependant, au lieu de simplement se plaindre de sa situation, elle reconnaît ses réalisations indépendamment d'Henry (I Don't Need Your Love). Les autres reines, réalisant qu'elles ont été dépossédées de leur individualité, abandonnent le concours et déclarent qu'elles n'ont pas besoin de l'amour d'Henry pour se sentir validées en tant que personnes. Elles utilisent leurs moments restants sur scène pour réécrire leurs histoires, en chantant ensemble en groupe plutôt qu'en tant qu'artistes solo, et en écrivant leurs propres « happy end », imaginant qu'Henry ne les avait jamais épousés (Six). Elles interprètent ensuite un mashup de chansons apparues plus tôt dans le spectacle, à l'exception de Haus of Holbein durant laquelle le public a la permission de filmer (Megasix), en fonction de la production à laquelle il assiste. Le tournage du MegaSix n'est pas autorisé dans les productions nord-américaines de la comédie musicale.

## Développement

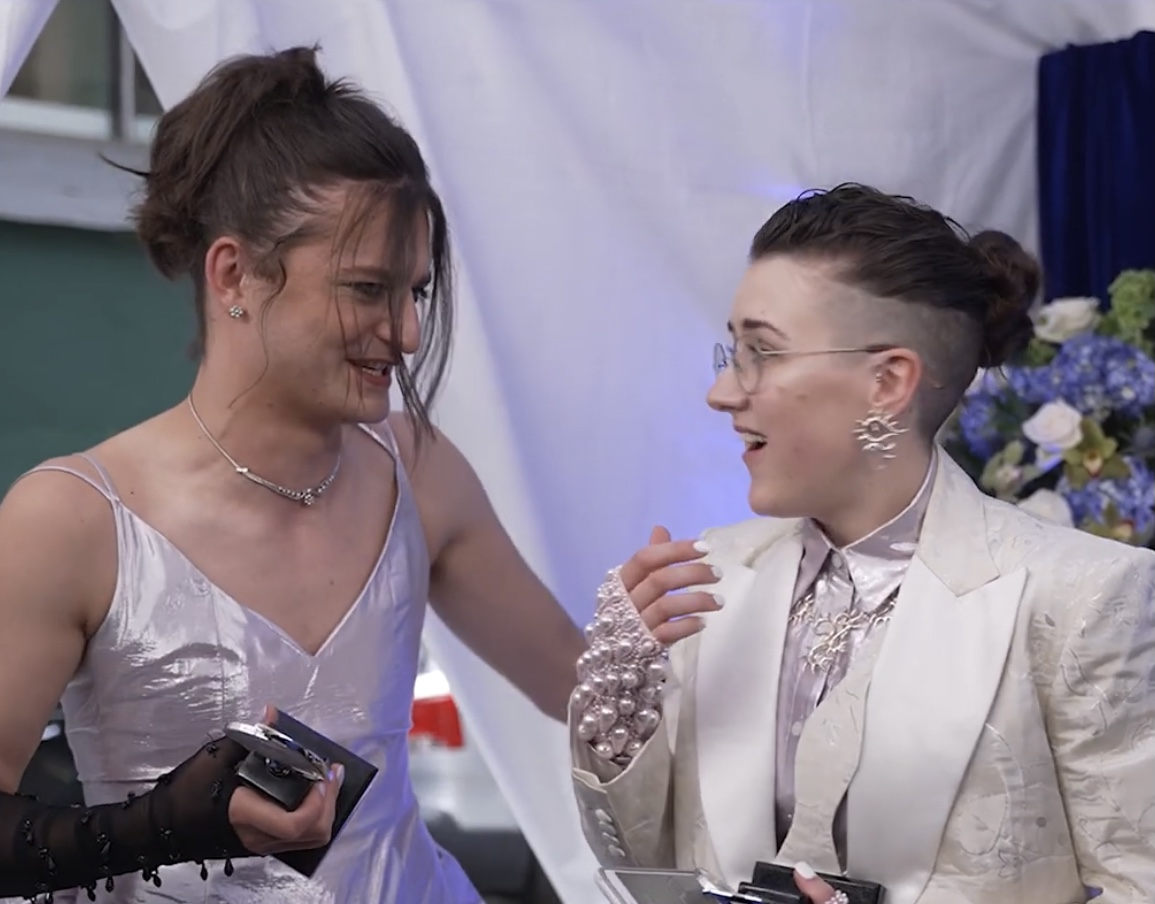
Marlow (à gauche) et Moss (à droite) lors de la 75e cérémonie des Tony Awards.

Alors qu'ils commencent à travailler sur la comédie musicale, Marlow fait des recherches sur les histoires des ex-épouses en lisant The Six Wives of Henry VIII d'Antonia Fraser, tandis que Moss décide de regarder une série documentaire, Six Wives de Lucy Worsley. Ils regardent également et s'inspirent du concert et performance narrative de Beyoncé de 2011, Live at Roseland: Elements of 4 (en). Les bases de la comédie musicale sont écrites sur une période d'environ 10 jours non consécutifs.
Lors du développement des personnages, Marlow et Moss s'inspirent de plusieurs pop stars réelles qui servent d'inspiration composite et musicale pour les personnages. Les six ex-épouses et leurs inspirations pop stars correspondantes sont :
- Catherine d'Aragon : inspirée de Beyoncé et Jennifer Hudson[7],[8],[9]
- Anne Boleyn : inspirée d'Avril Lavigne et Lily Allen[7],[9]
- Jeanne Seymour : inspirée d'Adèle, Sia et Céline Dion[9]
- Anne de Clèves : inspirée de Nicki Minaj et Rihanna[9]
- Catherine Howard : inspirée de Britney Spears et Ariana Grande[9]
- Catherine Parr : inspirée d'Alicia Keys et Emeli Sandé[9]

## Historique de la production

### Festival Fringe d'Édimbourg (2017)
La première mondiale de Six a lieu au Festival Fringe d'Édimbourg, sous la forme d'une présentation de la Cambridge University Musical Theatre Society. La comédie musicale est jouée du 31 juillet 2017 au 14 octobre 2017. La distribution est principalement composée d'étudiants de l'Université de Cambridge. Megan Gilbert créé le rôle de Catherine d'Aragon, Ashleigh Weir celui d'Anne Boleyn. Holly Musgrave créé le rôle de Jeanne Seymour et Oliver Wickham a non seulement créé, mais est le premier membre non binaire du casting à jouer Anne de Clèves. Catherine Howard est modelée d'après la sœur de Toby Marlow, Annabel Marlow, qui créé le rôle. Shimali De Silva créé le rôle de Catherine Parr ; elle est également la première actrice sud-asiatique à incarner Catherine Parr. La production est jouée à guichets fermés et conduit la comédie musicale à être invitée à revenir au Fringe d'Édimbourg en 2018. Bien que le spectacle n'ait pas remporté de prix majeurs au Fringe, il reçoit des critiques positives et du buzz, ainsi que des expressions d'intérêt commercial.

### Tournée pré-West End (2018)

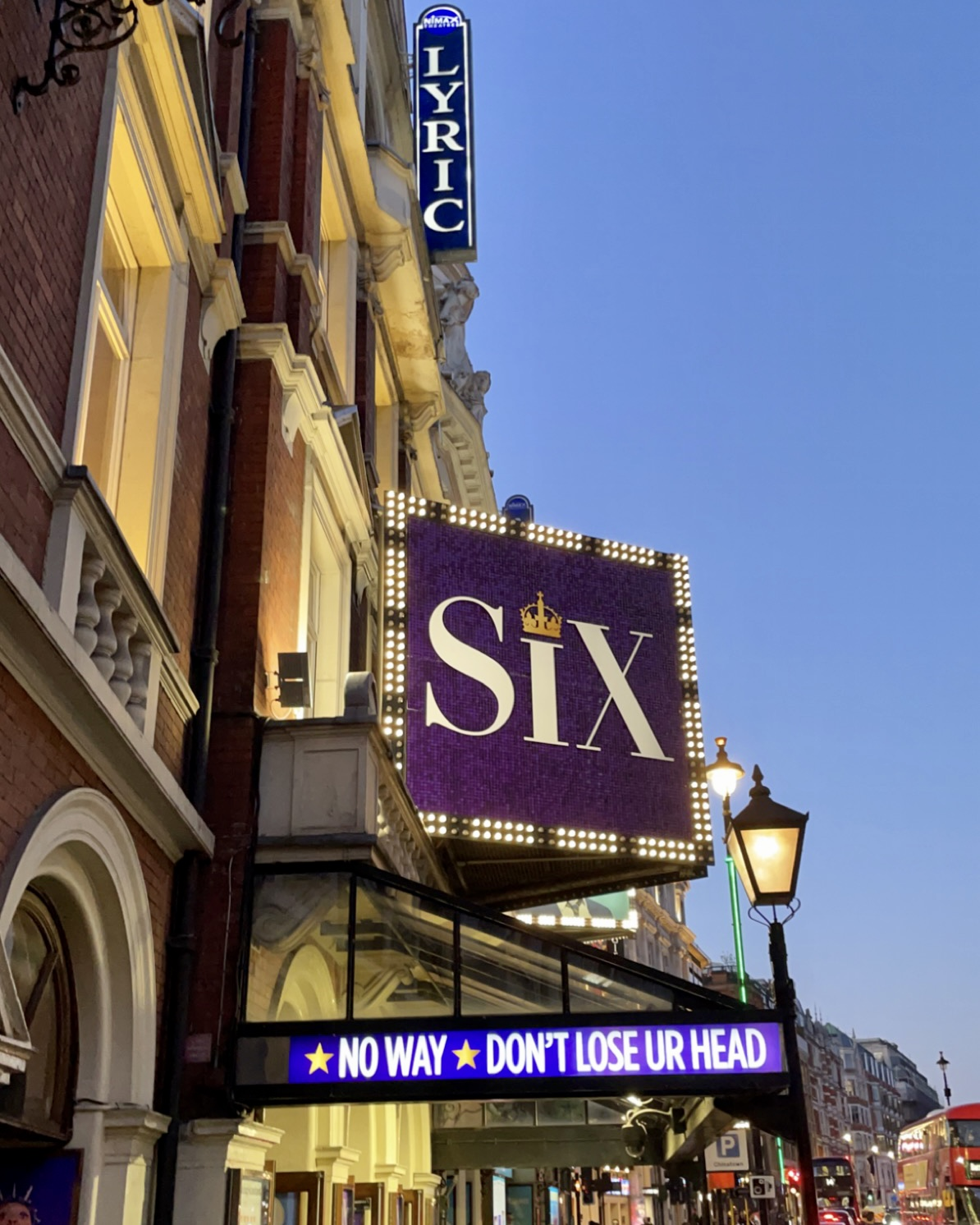
Affiche du Lyric Theatre à Londres en 2020.

À la suite du succès de la production du Fringe d'Édimbourg, Marlow et Moss ramènent Six à Cambridge, où il attire l'attention du producteur Kenny Wax (en), qui s'associe à George Stiles (en) et Wendy et Andy Barnes pour produire le spectacle. Six a sa première production professionnelle au Arts Theatre (en) dans le West End de Londres, pour six représentations le lundi soir à partir du 18 décembre 2017,. Le casting comprend Renée Lamb dans le rôle de Catherine d'Aragon, Christina Modestou (en) dans le rôle d'Anne Boleyn, Natalie Paris (en) dans le rôle de Jeanne Seymour, Genesis Lynea (en) dans le rôle d'Anne de Clèves, Aimie Atkinson (en) dans le rôle de Catherine Howard et Izuka Hoyle (en) dans le rôle de Catherine Parr.
Six entreprend une brève tournée à travers le Royaume-Uni entre le 11 juillet 2018 et le 30 décembre 2018. Paris et Atkinson reprennent leurs rôles de Jeanne Seymour et Catherine Howard, respectivement, avec Jarnéia Richard-Noel (en), Millie O'Connell (en), Alexia McIntosh (en) et Maiya Quansah-Breed (en) rejoignant le casting. La tournée comprend des représentations au Norwich Playhouse (en), ainsi que des engagements récurrents au Festival Fringe d'Édimbourg et au Arts Theatre de Londres.

### West End (2019-présent)

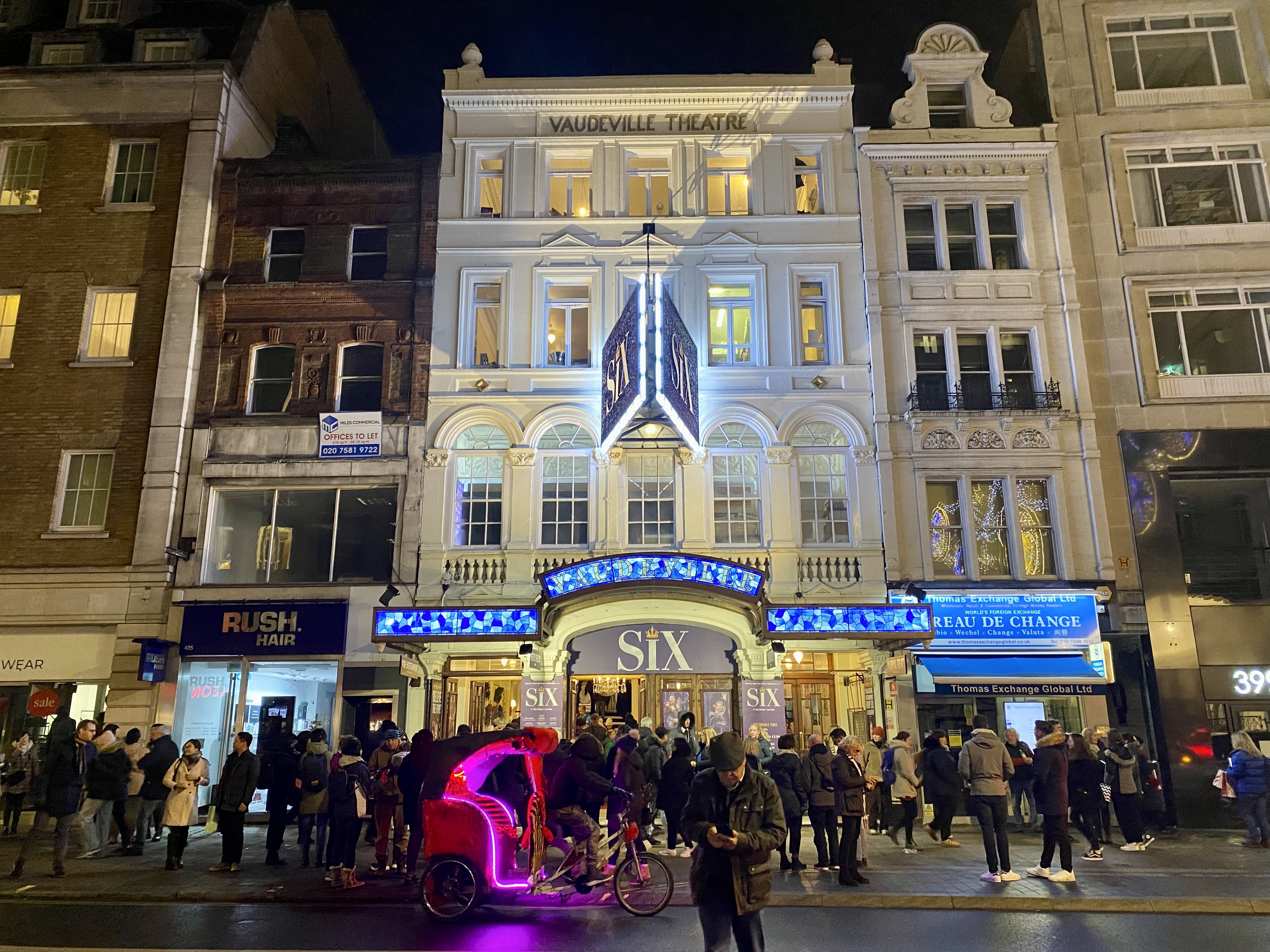
Six au Vaudeville Theatre, décembre 2022

Six fait officiellement sa première dans le West End au Arts Theatre le 17 janvier 2019. Tous les membres de la distribution de la production itinérante de 2018 reprennent leurs rôles dans la production originale du West End, réalisée par Lucy Moss et Jamie Armitage. Les représentations sont suspendues en mars 2020, en raison de la pandémie de COVID-19.
Le 5 décembre 2020, Six reprend ses représentations, cette fois au Lyric Theatre. Malgré les mesures préventives contre le COVID-19 mises en place dans les théâtres londoniens, les représentations sont de nouveau contraintes de s'arrêter le 14 décembre 2020.
Le 21 mai 2021, Six rouvre ses portes pour la deuxième fois au Lyric Theatre. La comédie musicale termine sa résidence le 29 août 2021. Il est transféré ensuite au West End et rouvre au Vaudeville Theatre (en) le 29 septembre 2021.

### Tournée au Royaume-Uni et à l'international (2019-présent)
Le casting de la première tournée au Royaume-Uni comprend Lauren Drew (en) dans le rôle de Catherine d'Aragon, Maddison Bulleyment dans le rôle d'Anne Boleyn, Lauren Byrne dans le rôle de Jeanne Seymour, Shekinah McFarlane dans le rôle d'Anne de Clèves, Jodie Steele (en) dans le rôle de Catherine Howard et Athena Collins dans le rôle de Catherine Parr. La tournée débute le 24 octobre 2019 au Théâtre Yvonne Arnaud à Guildford. Elle est suspendue en mars 2020 en raison de la pandémie de COVID-19. Au milieu de la pandémie, des plans émergent pour une tournée de type « drive-in » à travers le Royaume-Uni à partir de juin 2020. Cependant, ces plans sont annulés en raison de nouvelles restrictions liées au confinement liées au COVID-19. Le 8 juin 2021, la tournée au Royaume-Uni reprend, avec des représentations commençant à Canterbury.

### Tournée pré-Broadway (2019)
Six fait sa première nord-américaine au Chicago Shakespeare Theatre (en) en mai 2019, en tant que « probable essai à Broadway »,. Le casting comprend Adrianna Hicks (en) dans le rôle de Catherine d'Aragon, Andrea Macasaet (en) dans le rôle d'Anne Boleyn, Abby Mueller dans le rôle de Jeanne Seymour, Brittney Mack dans le rôle d'Anne de Clèves, Samantha Pauly (en) dans le rôle de Catherine Howard et Anna Uzele (en) dans le rôle de Catherine Parr. La production ouvre ses portes le 14 mai 2019, est jouée pendant une longue période et bat des records au box-office. Il est annoncé en août 2019 que la production serait en tournée et transférée à Broadway,,. Fin août 2019, la tournée se déplace au American Repertory Theater de Cambridge, dans le Massachusetts. La première canadienne du film a lieu au Citadel Theatre (en) d'Edmonton en novembre 2019. Une dernière série de performances est donnée au Ordway Center for the Performing Arts (en) à St. Paul, Minnesota.

### Australie (2020/2021–2023; 2024–présent)
Six a sa première australienne à l'Opéra de Sydney en janvier 2020 avec Chloé Zuel (Aragon), Kala Gare (Boleyn), Loren Hunter (Seymour), Kiana Daniele (Cleves), Courtney Monsma (Howard) et Vidya Makan (Parr),. La production est initialement prévue pour une tournée au Comedy Theatre (en) de Melbourne à la mi-2020 et au Her Majesty's Theatre (en) d'Adélaïde à la fin de 2020 dans le cadre du Adelaide Cabaret Festival (en), mais les représentations sont reportées en raison de la pandémie de COVID-19. La production australienne est produite par Louise Withers, Michael Coppel et Linda Bewick. La production rouvre le 19 décembre 2021 à l'Opéra de Sydney et se poursuit jusqu'au 2 avril 2022. Gare, Hunter, Daniele, Makan, Oka et Quan reviennent, rejointes par Phoenix Jackson Mendoza et Chelsea Dawson, remplaçant Zuel et Monsma dans les rôles respectifs d'Aragon et Howard. Elle poursuit ensuite sa tournée australienne à Canberra, avec des arrêts à Adélaïde et Melbourne, avant de revenir à Sydney, suivi de Perth et Brisbane. Le spectacle ferme ses portes en février 2023 après sa dernière représentation à Brisbane, tous les membres de la distribution étant parties. Le 28 novembre 2023, il est annoncé que Six reviendrait en Australie pour une autre tournée commençant en août 2024 à Melbourne, puis se rendant à Sydney à partir d'octobre 2024 et à Brisbane à partir de janvier 2025.

### Broadway (2020/2021–présent)

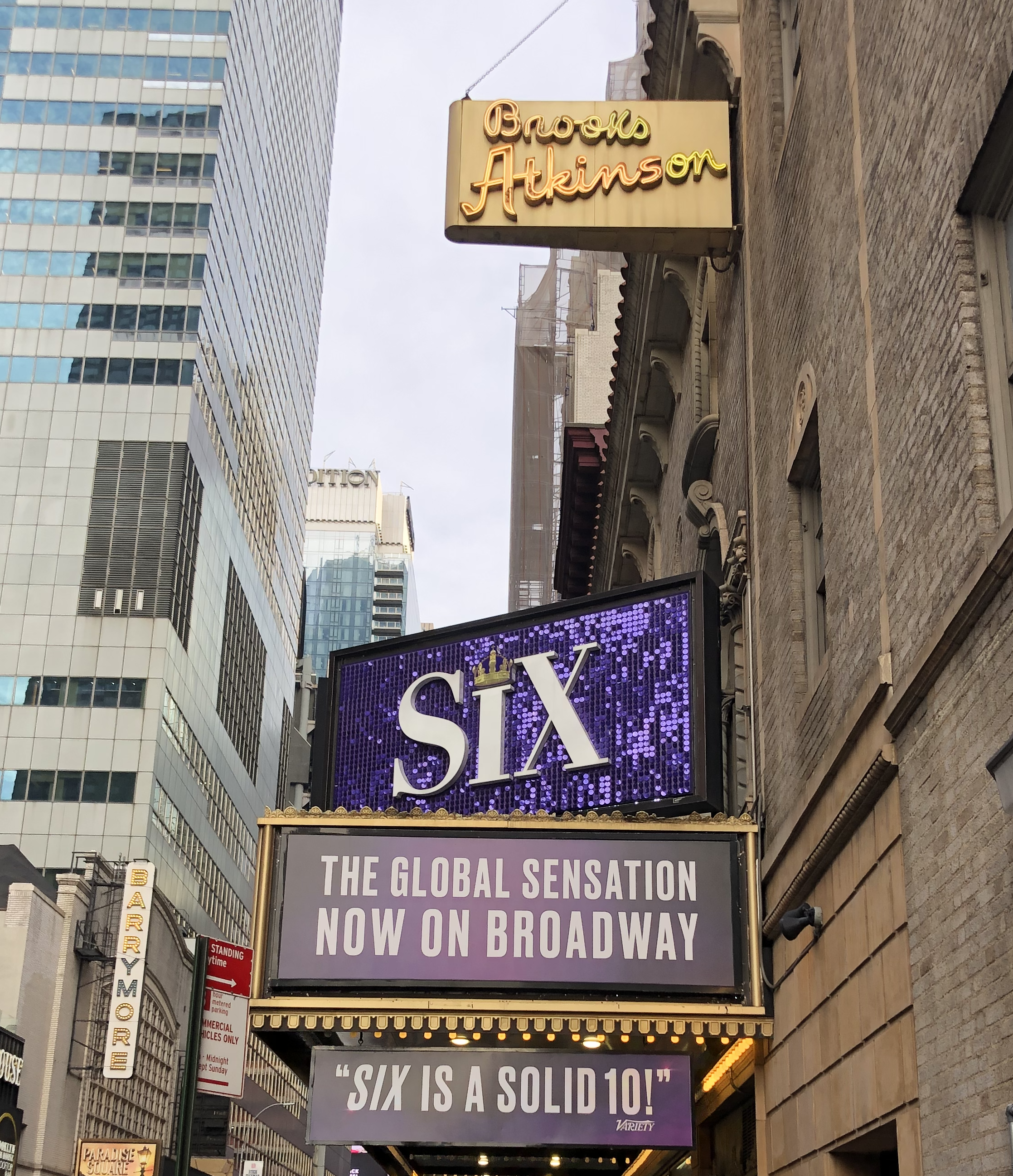
Six au Théâtre Lena Horne (anciennement Théâtre Brooks Atkinson), mai 2022

Les avant-premières de Six à Broadway débutent le 13 février 2020 au Lena Horne Theatre (alors connu sous le nom de Brooks Atkinson Theatre),. Le jour de son ouverture prévue à Broadway, le 12 mars 2020, tous les théâtres de Broadway sont fermés en raison de la pandémie de COVID-19,. Six à Broadway reprend le 17 septembre 2021 et la pièce ouvre officiellement le 3 octobre. La première nouvelle comédie musicale à ouvrir à Broadway depuis le début de la pandémie, selon Variety, sa soirée d'ouverture est une célébration. Moss et Armitage dirigent la production, avec une chorégraphie de Carrie-Anne Ingrouille, une scénographie d'Emma Bailey, des costumes de Gabriella Slade (en) et des éclairages de Tim Deiling. La distribution originale de Broadway était la même que celle de la tournée nord-américaine de 2019,. Pour promouvoir le spectacle, les actrices se produisent lors du défilé de Thanksgiving de Macy's 2021.
Un album du casting de la production de Broadway est publié. L'enregistrement en direct de la soirée d'ouverture sort le 6 mai 2022.

### Productions en tournée en Amérique du Nord (2022-présent)
Une tournée nationale américaine de Six doit débuter au Broadway Playhouse de Chicago, mais est retardée en raison de la pandémie de COVID-19. La tournée, plus tard surnommée la tournée « Aragon », commence ses représentations au CIBC Theatre de Chicago le 29 mars 2022. Le casting est composé de Khaila Wilcoxon dans le rôle d'Aragon, Storm Lever dans le rôle de Boleyn, Jasmine Forsberg (en) dans le rôle de Seymour, Olivia Donalson dans le rôle de Cleves, Didi Romero (en) dans le rôle de Howard et Gabriela Carrillo dans le rôle de Parr. La Seymour du West End, Natalie Paris, rejoint la tournée, reprenant son rôle, en 2023. La tournée se termine en juillet 2023 et la distribution originale de la tournée rejoint la production en cours à Broadway en décembre 2023.
Une deuxième tournée nationale américaine, baptisée « Boleyn », débute ses représentations au Smith Center de Las Vegas le 20 septembre 2022. Le casting est composé de Gerianne Pérez dans le rôle d'Aragon, Alexandra "Zan" Berube dans le rôle de Boleyn, Amina Faye dans le rôle de Seymour, Terica Marie dans le rôle de Cleves, Aline Mayagoitia dans le rôle de Howard et Sydney Parra dans le rôle de Parr. En avril 2024, un nouveau casting pour la tournée « Boleyn » est annoncé, notamment Cassie Silva dans le rôle d'Anne Boleyn, Kristina Leopold dans le rôle de Catherine d'Aragon et Kelly Denice Taylor dans le rôle de Jeanne Seymour.

### Productions canadiennes (2023-2024)
Une production canadienne de Six est jouée pour la première fois au Citadel Theatre (en) d'Edmonton entre le 12 août et le 10 septembre 2023 et est ensuite transféré au Théâtre royal Alexandra de Toronto où il commence le 23 septembre 2023 et se termine le 26 mai 2024,.

### Productions internationales
Six a sa première asiatique au Shinhan Card Artium en Corée du Sud, la première production non anglaise de la comédie musicale, ouverte le 10 mars 2023, avec le casting de la tournée britannique interprétant les rôles pendant trois semaines. À partir du 31 mars 2023, une troupe coréenne commence ses représentations. Plusieurs actrices se partagent les rôles, dont Lee Arumsoul et Son Seung-yeon (en) dans le rôle de Catherine d'Aragon, Kim Ji-woo et Bae Soo-jung dans le rôle d'Anne Boleyn, Park Hye-na et Park Ga-ram dans le rôle de Jeanne Seymour, Kim Ji-sun et Choi Hyun-sun dans le rôle d'Anne de Clèves, Kim Ryeo-won et Heo Sol-ji dans le rôle de Catherine Howard, et Yoo Joo-hye et Hong Ji-hee (en) dans le rôle de Catherine Parr.
Une production polonaise non-réplique est inaugurée au Teatr Syrena à Varsovie le 9 septembre 2023. Elle est réalisée et chorégraphiée par Ewelina Adamska-Porczyk.
Le Théâtre Madách de Budapest, en Hongrie, présente une mise en scène non-réplique qui ouvre ses portes le 14 octobre 2023.
À partir du 31 janvier 2025, une distribution japonaise commencera les représentations avec plusieurs acteurs se partageant les rôles, dont Emiko Suzuki et Sonim dans le rôle de Catherine d'Aragon, Meimi Tamura et Maho Minamoto dans le rôle d'Anne Boleyn, Mahya Harada et Harumi dans le rôle de Jeanne Seymour, Eliana Silva et Marie Sugaya dans le rôle d'Anne de Clèves, Airi Suzuki et Erika Toyohara dans le rôle de Catherine Howard et Sora Kazuki et Ruki Saito dans le rôle de Catherine Parr.

## Casting et personnages

### Distributions anglophones

La distribution originale de Six
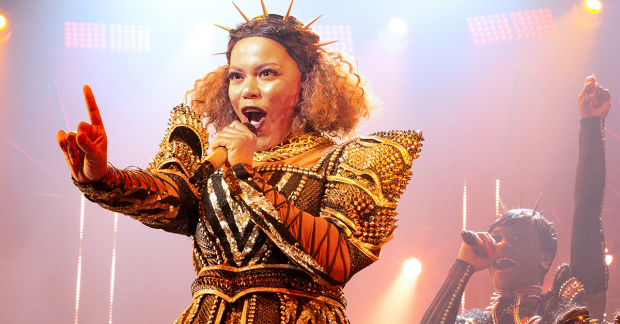
Jarnéia Richard-Noel en Catherine d'Aragon.
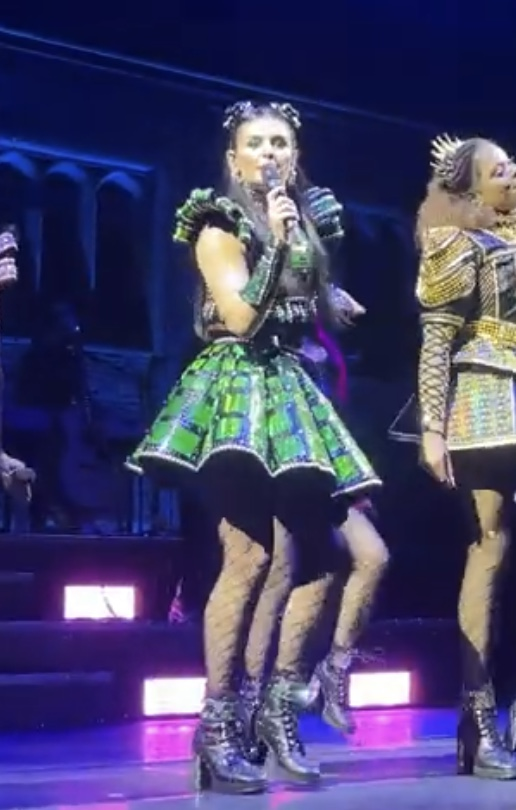
Millie O'Connell en Anne Boleyn.
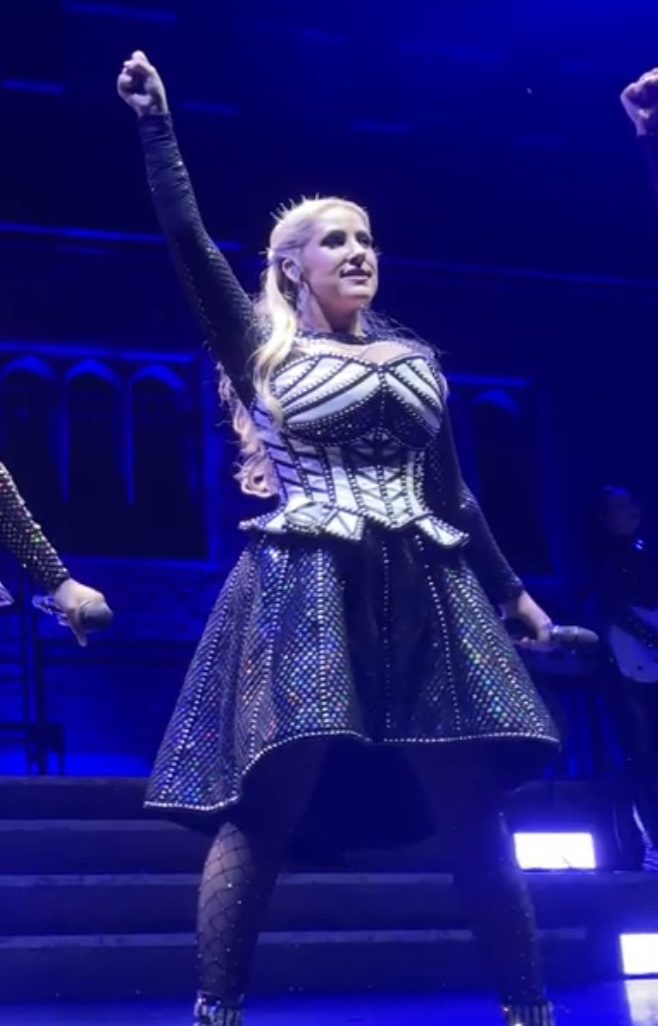
Natalie Paris en Jeanne Seymour.
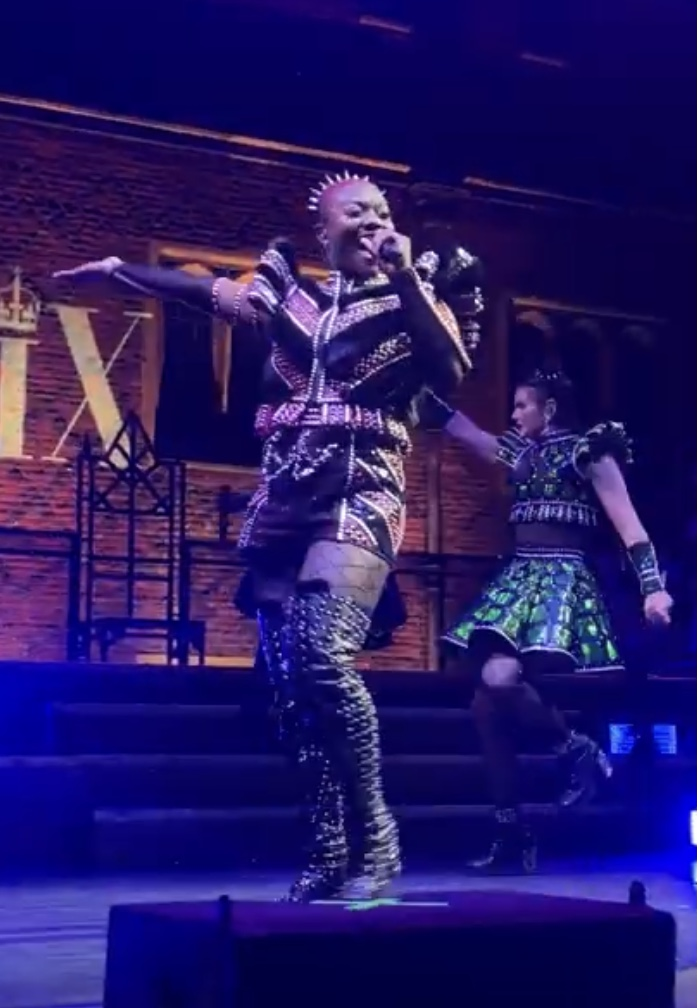
Alexia McIntosh en Anne de Clèves.
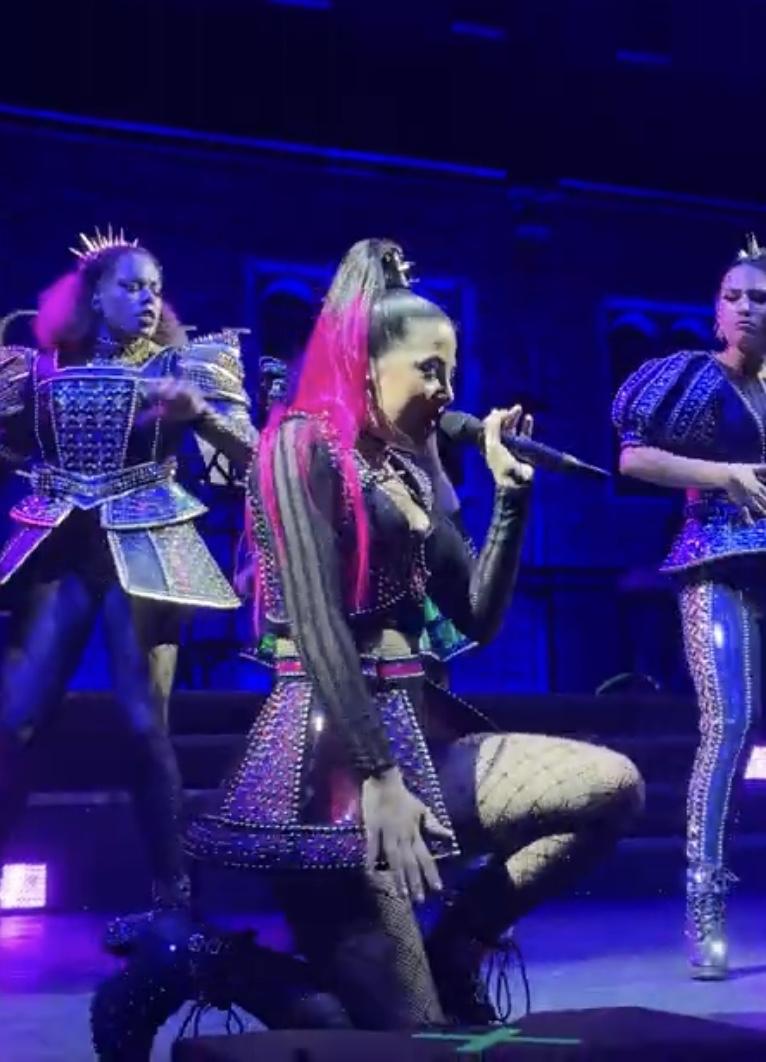
Aimie Atkinson en Catherine Howard.
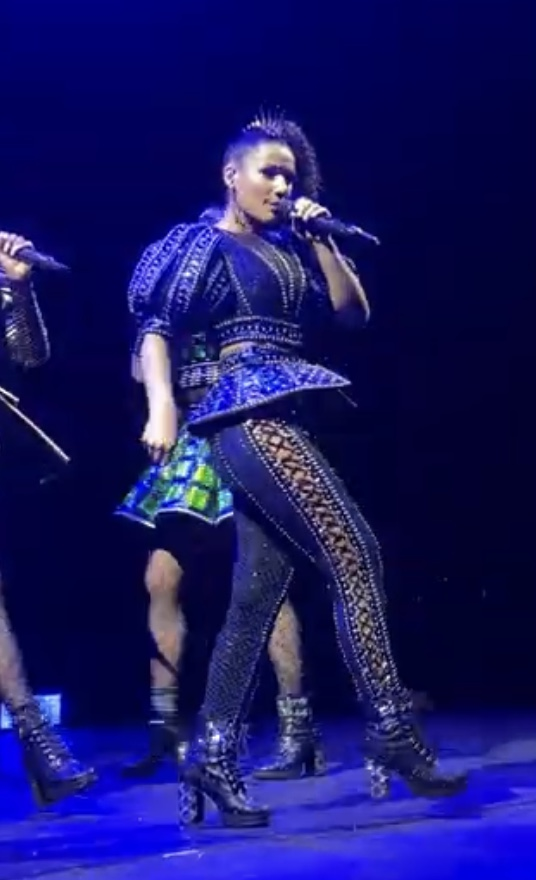
Maiya Quansah-Breed en Catherine Parr.

| Rôle               | West End             | Tournée britannique | Broadway        | Première tournée australienne | Première tournée américaine | Deuxième tournée américaine | Canada             | Deuxième tournée australienne |
| Rôle               | 2019                 | 2019                | 2020 / 2021     | 2020 / 2021                   | 2022                        | 2022                        | 2023               | 2024                          |
| ------------------ | -------------------- | ------------------- | --------------- | ----------------------------- | --------------------------- | --------------------------- | ------------------ | ----------------------------- |
| Catherine d'Aragon | Jarnéia Richard-Noel | Lauren Drew         | Adrianna Hicks  | Chloé Zuel                    | Khaila Wilcoxon             | Gerianne Pérez              | Jaz Robinson       | Kimberley Hodgson             |
| Anne Boleyn        | Millie O'Connell     | Maddison Bulleyment | Andrea Macasaet | Kala Gare                     | Storm Lever                 | Zan Berube                  | Julia Pulo         | Deirdre Khoo                  |
| Jeanne Seymour     | Natalie Paris        | Lauren Byrne        | Abby Mueller    | Loren Hunter                  | Jasmine Forsberg            | Amina Faye                  | Maggie Lacasse     | Loren Hunter                  |
| Anne de Clèves     | Alexia McIntosh      | Shekinah McFarlane  | Brittney Mack   | Kiana Daniele                 | Olivia Donalson             | Terica Marie                | Krystal Hernández  | Zelia Rose Kitoko             |
| Catherine Howard   | Aimie Atkinson       | Jodie Steele        | Samantha Pauly  | Courtney Monsma               | Didi Romero                 | Aline Mayagoitia            | Elysia Cruz        | Chelsea Dawson                |
| Catherine Parr     | Maiya Quansah-Breed  | Athena Collins      | Anna Uzele      | Vidya Makan                   | Gabriela Carrillo           | Sydney Parra                | Lauren Mariasoosay | Giorgia Kennedy               |

#### Remplacements notables

##### West End
- Anne Boleyn : Courtney Bowman (en)[63]
- Catherine Howard : Sophie Isaacs (en)[64]
- Catherine Parr : Danielle Steers (en)[63]

Le co-créateur de l'émission, Toby Marlow, interprète Catherine Parr pour deux représentations au West End le 28 juillet 2019 en raison d'une maladie touchant l'ensemble de la distribution.

##### Broadway
- Jane Seymour : Jasmine Forsberg (en)[66]
- Katherine Howard : Didi Romero (en)[67]
- Catherine Parr : Joy Woods (en)[68] et Taylor Iman Jones (en)[69]

#### Actrices secondaires
Sur scène, les actrices secondaires, connues sous le nom de « The Ladies in Waiting », est présent. Le groupe assure en partie l'accompagnement et est costumé et assume le personnage d'une dame d'honneur « historique ». Selon Playbill, les membres du groupe sur scène « exécutent une myriade de repères musicaux, de choix d'acteurs et de chorégraphies subtiles qui plongent davantage le public dans l'expérience du concert et soulignent l'esprit acerbe du livret du spectacle. ».

### Distributions internationales

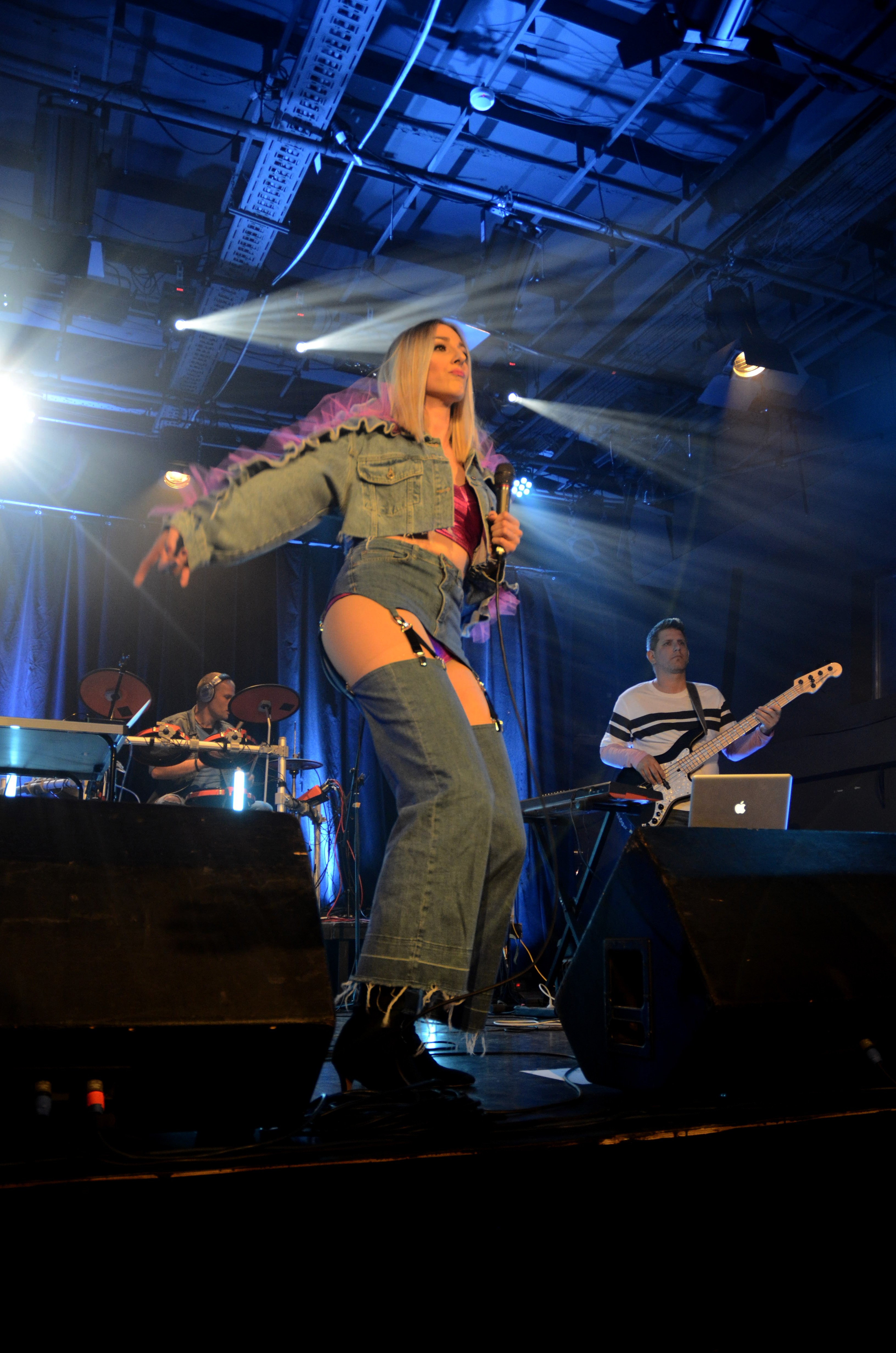
Horányi Juli (Catherine d'Aragon dans la production hongroise).
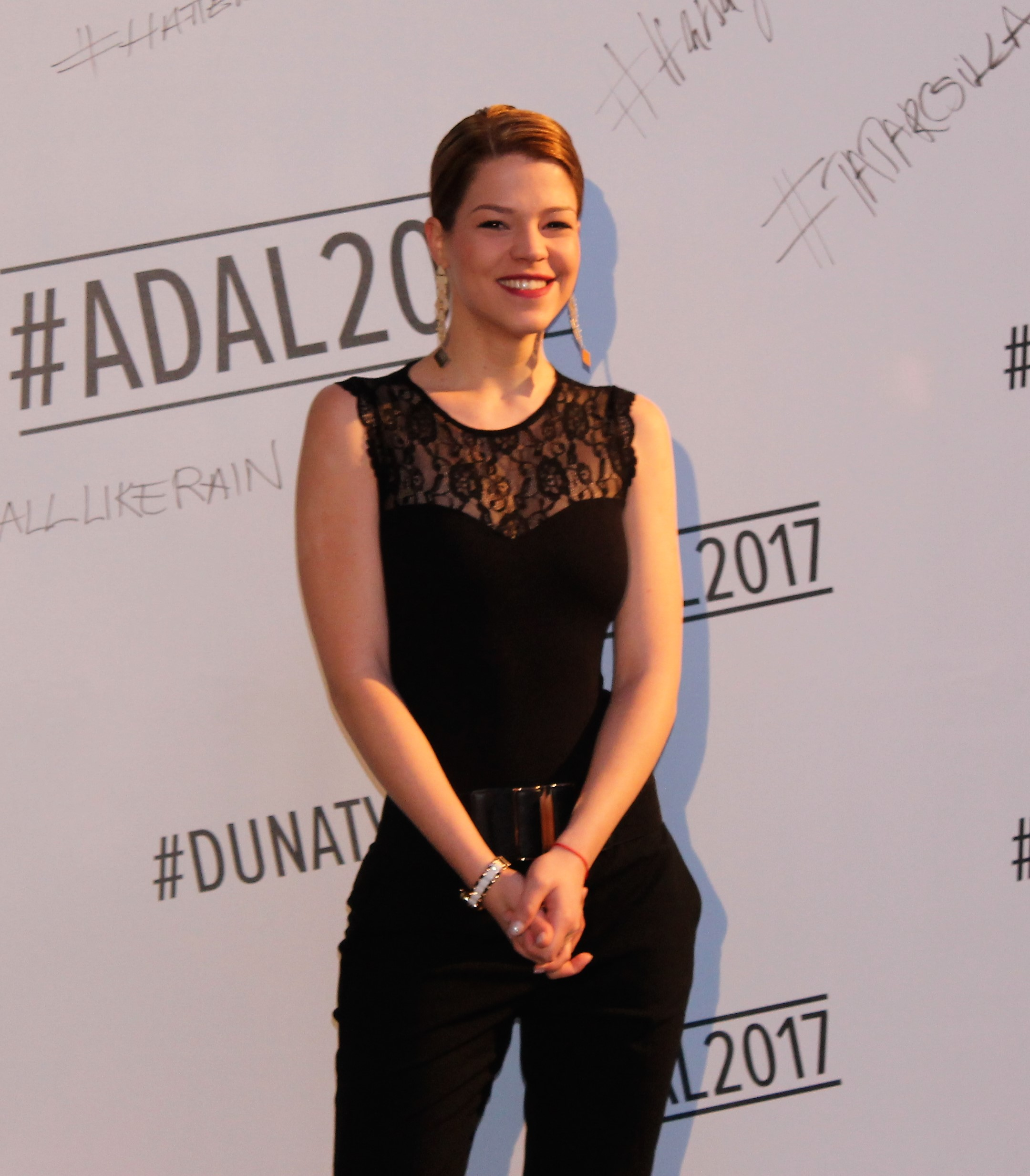
Muri Enikő (Anne Boleyn dans la production hongroise).
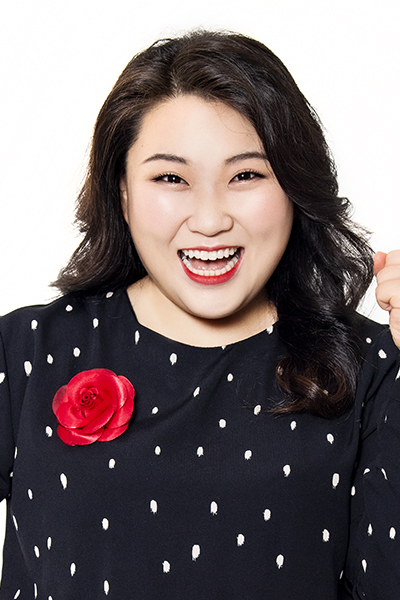
Park Ga-ram (Jeanne Seymour dans la production sud-coréenne).
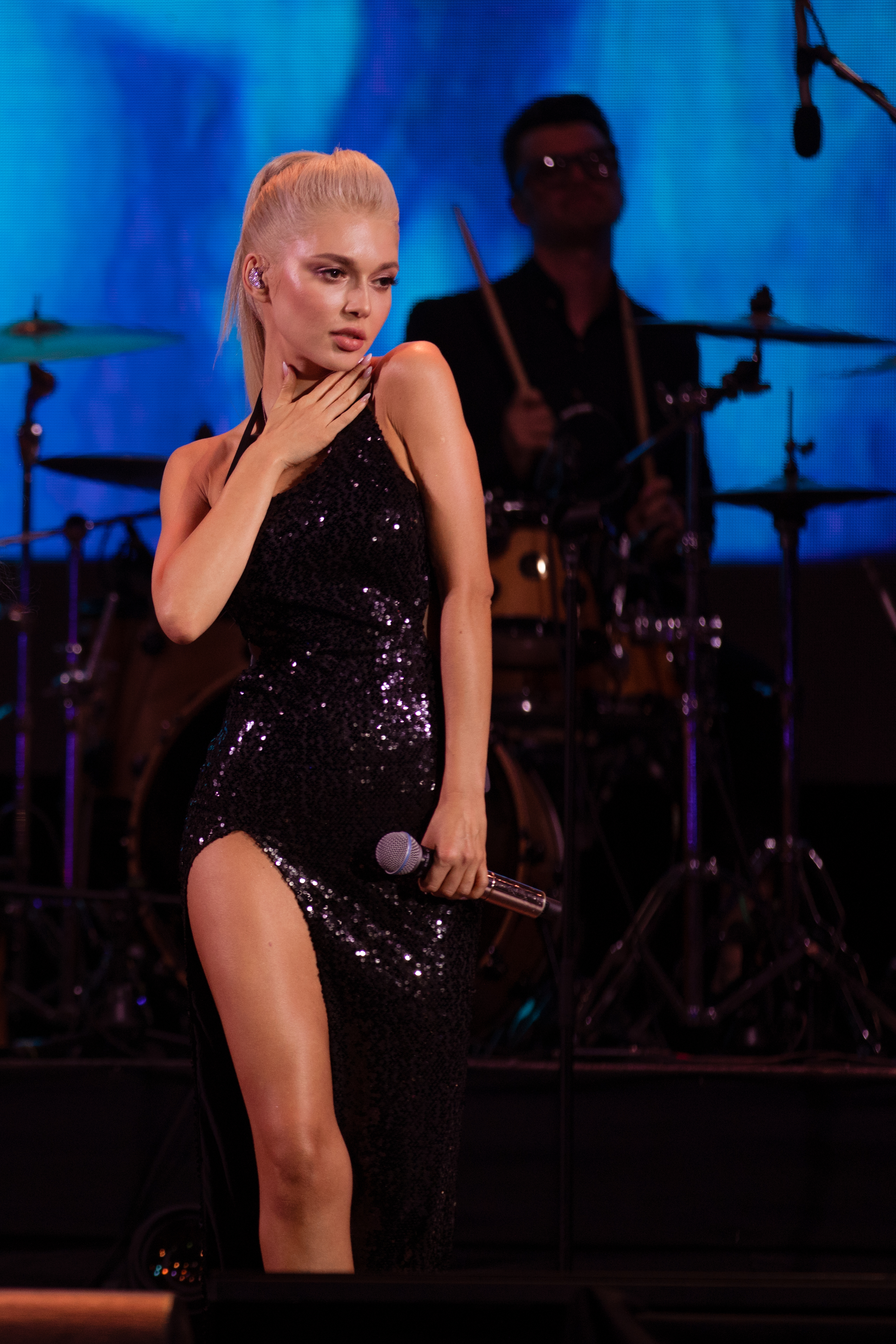
Herceg Erika (Anne de Clèves dans la production hongroise).
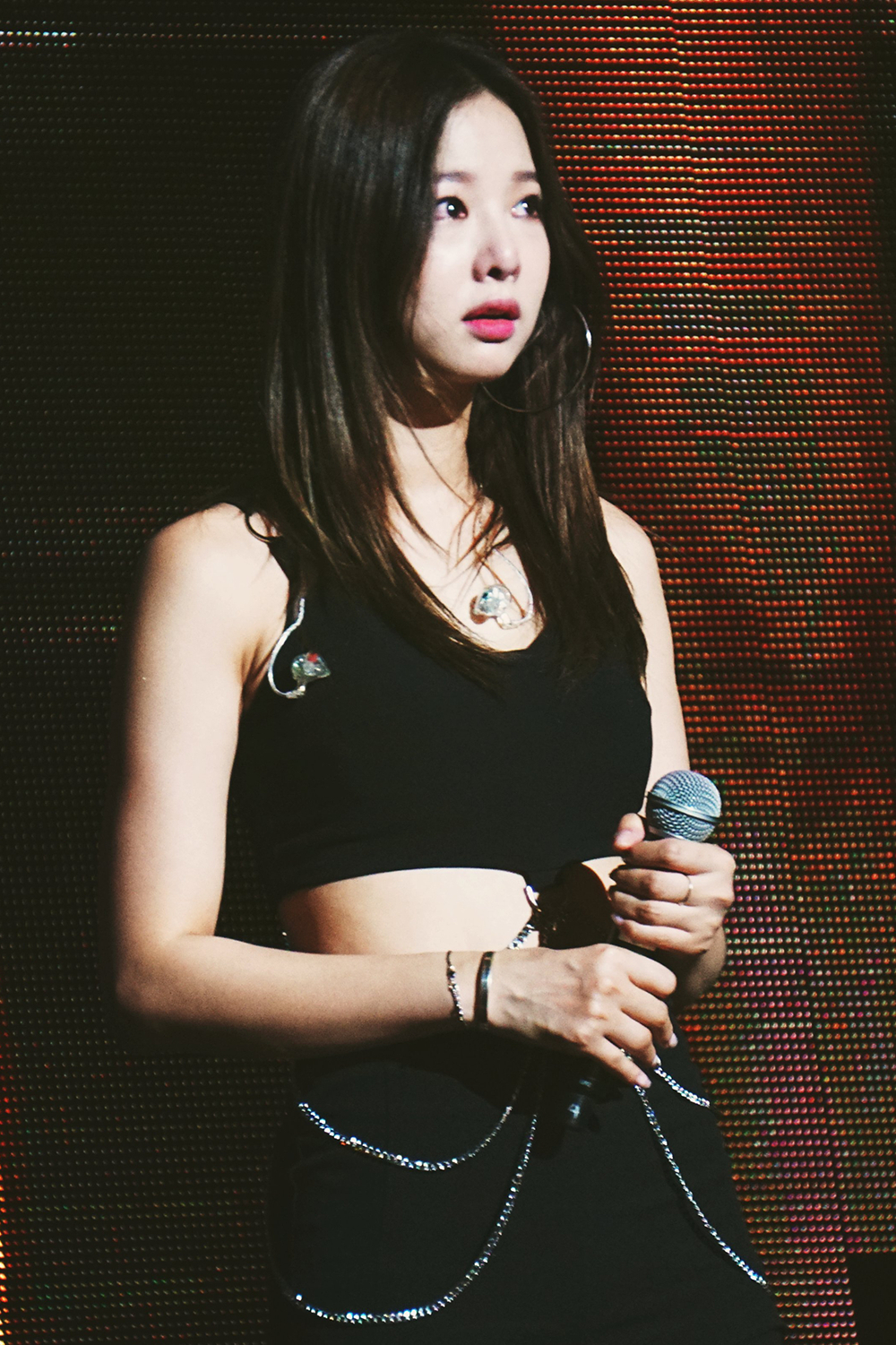
Heo Sol-ji (Catherine Howard dans la production sud-coréenne).
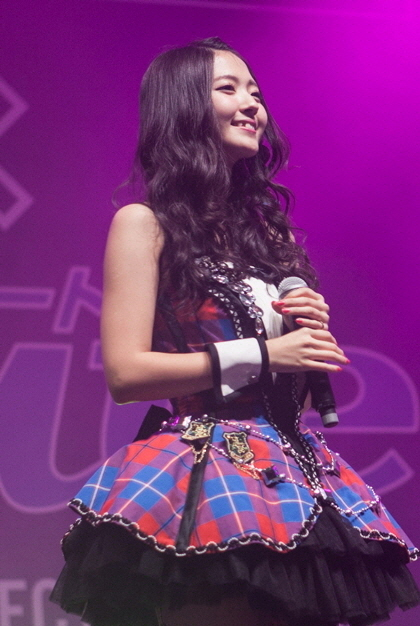
Airi Suzuki (Catherine Howard dans la production japonaise).

| Rôle               | Corée du Sud                  | Pologne                                    | Hongrie                              | Japon                        |
| Rôle               | 2023                          | 2023                                       | 2023                                 | 2024                         |
| ------------------ | ----------------------------- | ------------------------------------------ | ------------------------------------ | ---------------------------- |
| Catherine d'Aragon | Lee Arumsoul / Son Seung-yeon | Olga Szomańska / Agnieszka Rose            | Baranyai Annamária / Horányi Juli    | Sonim / Suzuki Emiko         |
| Anne Boleyn        | Kim Ji-woo / Bae Soo-jung     | Izabela Pawletko / Aleksandra Gotowicka    | Zsitva Réka / Muri Enikő             | Meimi Tamura / Maho Minamoto |
| Jeanne Seymour     | Park Hye-na / Park Ga-ram     | Marta Burdynowicz / Agnieszka Rose         | Peller Anna / Singh Viki             | Harada Maya / Haruka         |
| Anne de Clèves     | Kim Ji-seon / Choi Hyeon-seon | Małgorzata Chruściel / Marta Skrzypczyńska | Kardffy Aisha / Herceg Erika         | Eliana Silva / Sugaya Marie  |
| Catherine Howard   | Heo Sol-ji / Kim Ryeo-won     | Anna Terpiłowska / Aleksandra Gotowicka    | Gadó Anita / Hien                    | Airi Suzuki / Erika Toyohara |
| Catherine Parr     | Hong Ji-hee / Yoo Joo-hye     | Natalia Kujawa / Marta Skrzypczyńska       | Gallusz Nikolett / Veres Mónika Nika | Kazuki Sora / Saito Ruki     |

## Numéros musicaux
- Ex-Wives – Ensemble du casting
- Ex-Wives (Reprise) – Ensemble du casting †
- No Way – Catherine d'Aragon
- Don't Lose Ur Head – Anne Boleyn
- Heart of Stone – Jeanne Seymour
- Haus of Holbein – Ensemble du casting
- Get Down – Anne de Clèves
- Al You Wanna Do – Katherine Howard
- I Don't Need Your Love – Catherine Parr
- I Don't Need Your Love (Remix) – Catherine Parr ††
- Six – Ensemble du casting
- The Megasix (Encore) – Ensemble du casting †

† Non inclus dans l'enregistrement du casting en studio.†† Inclus dans le cadre de I Don't Need Your Love sur l'enregistrement du casting en studio.

### Enregistrements

#### Enregistrement du casting en studio
Six (Studio Cast Recording) est un album studio sorti numériquement et sur CD le 31 août 2018 via 6 Music, Loudmouth Music et Ex-Wives Ltd. L'enregistrement sort sur vinyle pour la première fois le 11 mars 2022. Le casting comprend Renée Lamb (Catherine d'Aragon), Christina Modestou (Anne Boleyn), Natalie Paris (Jane Seymour), Genesis Lynea (Anne de Clèves), Aimie Atkinson (Catherine Howard), Izuka Hoyle (Catherine Parr). L'enregistrement atteint la 4e place du classement des bandes originales au Royaume-Uni, la 10e place du classement des compilations au Royaume-Uni, la 65e place du classement des téléchargements d'albums au Royaume-Uni et la deuxième place du classement Cast Albums aux États-Unis. Il est certifié Or au Royaume-Uni en novembre 2021, Don't Lose Ur Head est certifié Argent en 2022 et Ex-Wives est certifié Argent en 2023. Une version instrumentale sort le 30 juillet 2019.

#### Enregistrement en direct de la distribution originale de Broadway
Six: Live on Opening Night (Original Broadway Cast Recording) est un album live enregistré par la distribution originale de Broadway lors de leur soirée d'ouverture officielle au Brooks Atkinson Theatre, le 3 octobre 2021. C'est la première fois dans l'histoire de Broadway qu'une distribution originale enregistre en direct l'album de sa comédie musicale. L'enregistrement du casting est publié numériquement le 6 mai 2022. Il comprend tous les numéros musicaux du spectacle, ainsi qu'une chanson bonus des remplaçants de Broadway. Il débute à la première place du classement Cast Albums de Billboard et est diffusé plus de 3,5 millions de fois dans les deux semaines suivant sa sortie. L'enregistrement sort sur CD et vinyle.

## Concept

### Casting
Marlow et Moss déplore le manque de diversité des genres au sein de l'industrie du théâtre, ce qui les amènent à se concentrer sur les thèmes de l'homosexualité lors du développement du spectacle. Ils voulaient un casting majoritairement féminin ou non binaire et que l'histoire elle-même présente des récits queer dans un espace qui ne le fait normalement pas.

### Précision historique

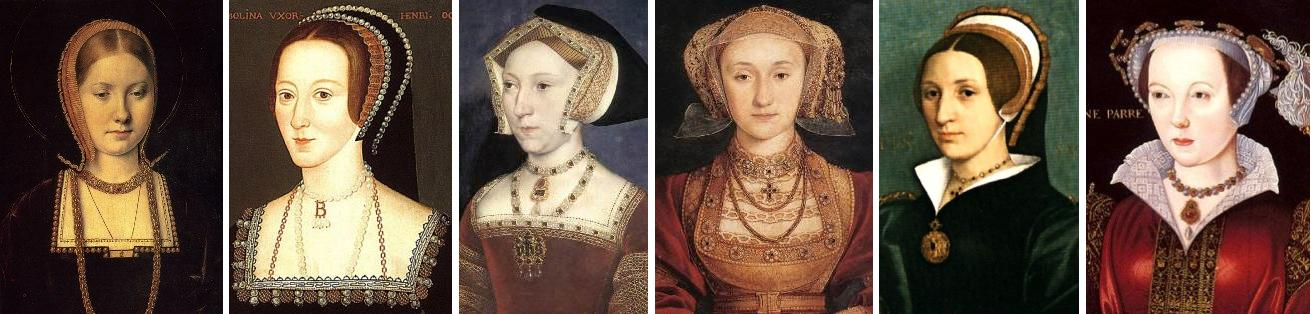
Portraits des six épouses d'Henri VIII

La série est basée sur des personnages historiques avec différents degrés de précision. En général, la série est assez sympathique envers ses personnages : par exemple, elle dépeint Catherine Howard comme une survivante d'un viol, ce qui fait l'objet d'un débat parmi les historiens. Des chercheurs et des écrivains tels que Suzannah Lipscomb et Gareth Russell s'identifient comme des fans de la série.

### Production audio
Plutôt que les microphones portés sur la tête plus typiques utilisés dans la plupart des comédies musicales, les Queens utilisent des microphones radio portatifs. Leurs costumes ont une boucle pour les maintenir lorsqu'ils ne sont pas utilisés. Marlow et Moss déclarent qu'ils ont choisi d'utiliser des microphones portables « pour présenter une expérience unique, quelque chose qui faisait référence à Beyoncé à Roseland ». Les reines portent également des écouteurs intra-auriculaires.

## Réception
Dans une critique de la production de l'Arts Theatre, Dominic Cavendish du Telegraph qualifie le spectacle de « glorieusement — de manière convaincante — cohérent, confiant et inventif ». Lyn Gardner du Guardian écrit : « Cela peut paraître ridicule, mais Six soulève des points sérieux sur la victimisation et la survie des femmes. ».
Dans une critique de la production de Chicago, Chris Jones du Chicago Tribune salue le spectacle comme étant « dynamique » et « génial », avec un « sens de l'humour et un radicalisme fougueux ». Marlow et Moss sont des « auteurs comiques doués », déclare-t-il, et il loue la « force musicale des actrices intensément engagées et talentueuses » de la distribution de Chicago. Jones suggère que la série pourrait utiliser 10 minutes supplémentaires pour s'éloigner du concept de concours de chant de l'intrigue et se diriger vers le centre émotionnel des personnages. Il pense également que l’orchestration des chansons pourrait être plus substantielle. Jones déclare que Six a un public qui est prêt pour lui, en partie parce qu'il aborde un paradoxe historique complexe et le traite avec brio, les souvenirs des femmes dans l'histoire étant liés à la vie d'un homme.
Hedy Weiss de WTTW salue la comédie musicale comme étant « sensationnelle », en distinguant chaque interprète de la distribution de Chicago. Weiss pense également que la série présente un argument convaincant pour chaque personnage et, en plus de féliciter les scénaristes, note la « mise en scène dynamique de Moss et Jamie Armitage, et la direction musicale puissante de Roberta Duchak » ainsi que « les costumes scintillants de Gabriella Slade... et l'éclairage de style arène de Tim Deiling ». Selon Rachel Weinberg de BroadwayWorld, « Six réalise une démolition joyeuse et anachronique du patriarcat » grâce aux performances d'un casting « brillant » et à un livre et une partition avec une méthode de composition inventive et sensationnelle. Jesse Green du New York Times écrit que la comédie musicale est un « pur divertissement », que l'écriture est « terriblement intelligente », que les « chanteuses formidables » de la distribution de Chicago vendent le spectacle « sans réserve » et que les valeurs de production « conviennent à une première nord-américaine éclatante avec le soutien de Broadway ».
Les critiques de la production de Broadway de 2021 sont positives. La critique de la production de Broadway par Green dans le New York Times la qualifie de « Choix du critique », la qualifiant de « souffle endiablé et réverbérant du passé ». Frank Rizzo de Variety déclare : « Ce n'est peut-être pas Masterpiece, mais Six est un solide « 10 » pour la joie ». Johnny Oleksinski du New York Post donne au spectacle trois étoiles sur quatre possibles, qualifiant les chansons de « intelligentes et accrocheuses »

## Adaptations

### Production scénique filmée
En juin 2022, il est annoncé qu'il y aurait un enregistrement en direct de la production scénique. Tous les membres de la distribution originale du West End reviennent pour reprendre leurs rôles. Les enregistrements ont lieu les 29 et 30 juin 2022 au Vaudeville Theatre, les billets du public étant vendus via une loterie virtuelle,. L'enregistrement en direct, filmé par des professionnels, sera publié ultérieurement.

### Adaptation potentielle au cinéma
En octobre 2020, les co-créateurs Moss et Marlow confirment qu'ils étaient « en pourparlers » sur une éventuelle adaptation cinématographique de la comédie musicale.

## SVN
Après avoir fait partie du casting original du West End pour Six, Aimie Atkinson, Alexia McIntosh, Jarnéia Richard-Noel, Millie O'Connell, Maiya Quansah-Breed et Natalie May Paris s'associent à la doublure Grace Mouat (en) pour lancer un groupe de filles appelé SVN (prononcé sept), le groupe sortant des singles tels que Woman et Free en 2022.